# Alfred Kałuziński
Alfred Józef Kałuziński, poljski rokometaš, * 21. december 1952, Krakov, † 4. september 1997, Klimkówka.
Leta 1976 je na poletnih olimpijskih igrah v Montrealu v sestavi poljske rokometne reprezentance osvojil bronasto olimpijsko medaljo.
Čez štiri leta je z reprezentanco osvojil 7. mesto.